# Joachim Rogge
Pour les articles homonymes, voir Rogge.
Joachim Rogge (né le 3 décembre 1929 à Halberstadt et mort le 8 juin 2000 à Wittemberg) est un théologien protestant allemand et évêque de l'Église protestante de Haute-Lusace silésienne (de),.

## Biographie
Joachim Rogge étudié la théologie protestante à l'université Humboldt de Berlin de 1948 à 1955 et termine ses études par un doctorat en 1955. En 1959, Rogge termine son habilitation et devient maître de conférences en histoire ecclésiale et dogmatique au convictorium de langues (de) de Berlin, dont il est plusieurs fois recteur à partir de 1973. De 1961 à 1974, il est également curé de la paroisse « De la Miséricorde » à Berlin-Lichtenberg ; Il est ensuite nommé conseiller ecclésiastique principal et membre de la chancellerie de l'Église protestante de l'Union (de) (EKU). À partir de 1977, Rogge est président de la chancellerie de l'église EKU et depuis 1972 directeur de l'Académie de recherche protestante (de).
Le 29 juin 1985, il est élu évêque du quartier paroissial de Görlitz en tant que successeur d'Hanns-Joachim Wollstadt (de). Il participe aux discussions et aux négociations entre les dirigeants de l'Église et les dirigeants de la RDA ainsi que président de la Société biblique évangélique principale. Dans les années 1985 à 1989, Rogge est enregistré sous le nom de IM « Ferdinand » de la Stasi ; il n'y a aucune déclaration publique claire de sa part à ce sujet. En 1990, il est élu président du conseil de l'EKU (Est),. En 1994, il a pris sa retraite après avoir atteint l'âge de la retraite. Son successeur est Klaus Wollenweber (de).

## Honneurs
- En 1982, Rogge reçoit un doctorat honorifique de l'Université de Lund, en Suède, et en 1989 de l'Université Humboldt de Berlin, qui l'a déjà nommé professeur honoraire en 1986.
- En 1995, l'Association patriotique de Silésie (de) lui décerne le Bouclier de Silésie (de)[9].

## Publications
- Der Beitrag des Predigers Jakob Strauss (de) zur frühen Reformationsgeschichte. Dissertation. Humboldt-Universität zu Berlin 1955. Evangelische Verlagsanstalt, Berlin, 1957.
- Johann Agricolas Lutherverständnis. Unter besonderer Berücksichtigung des Antinomismus. Habilitationsschrift. Humboldt-Universität zu Berlin 1959. Evangelische Verlagsanstalt, Berlin, 1960.
- Zwingli und Erasmus. Die Friedensgedanken des jungen Zwingli. Evangelische Verlagsanstalt, Berlin, 1962.
- Virtus und Res. Um die Abendmahlswirklichkeit bei Calvin. Evangelische Verlagsanstalt, Berlin, 1965.
- Luther in Worms 1521–1971. Ein Quellenbuch. Evangelische Verlagsanstalt, Berlin, 1971.
- Martin Luther. Sein Leben, seine Zeit, seine Wirkungen. Evangelische Verlagsanstalt, Berlin, 1982. 2e édition, 1984.
- Anfänge der Reformation. Der junge Luther 1483–1521. Der junge Zwingli 1484–1523. Evangelische Verlagsanstalt, Berlin, 1983. 2e édition, 1985[4].
- avec Karl-Wolfgang Tröger (de), Gottfried Schille (de) (dir.), Weltreligionen und christlicher Glaube. Wichern, Berlin, 1993,  (ISBN 3-88981-060-8).